# Ardisia urbanii
Ardisia urbanii är en viveväxtart som beskrevs av William Thomas Stearn. Ardisia urbanii ingår i släktet Ardisia och familjen viveväxter. Inga underarter finns listade i Catalogue of Life.